# 维拉日讷夫
维拉日讷夫（法語：Village-Neuf，法語發音：[vilaʒ nœf] ⓘ；含义均为“新村”）是法国上莱茵省的一个市镇，属于米卢斯区。

## 地理
维拉日讷夫（47°36'24"N, 7°34'10"E）面积6.83 平方千米，位于法国大東部大區上莱茵省，该省份为法国东部内陆省份，是阿尔萨斯的一部分，今与下莱茵省组成了阿尔萨斯欧洲集体，其北临下莱茵省，西接孚日省，西南接贝尔福地区省，东侧沿莱茵河与德国相望，南与瑞士接壤。
与维拉日讷夫接壤的市镇（或旧市镇、城区）包括：罗斯诺、于南格、圣路易。
维拉日讷夫的时区为UTC+01:00、UTC+02:00（夏令时）。

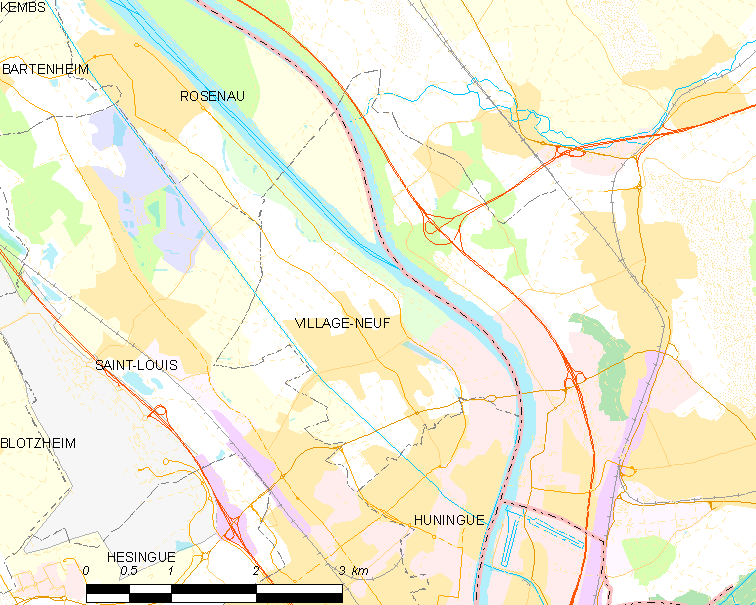
维拉日讷夫的OSM定位图

## 行政
维拉日讷夫的邮政编码为68128，INSEE市镇编码为68349。

## 政治
维拉日讷夫所属的省级选区为圣路易县。

## 人口

1962-2008年间维拉日讷夫人口变化图示

维拉日讷夫于2022年1月1日时的人口数量为4617人。